# Anisopodesthes zikani
Anisopodesthes zikani là một loài bọ cánh cứng trong họ Cerambycidae.